# Franciszek Blinowski

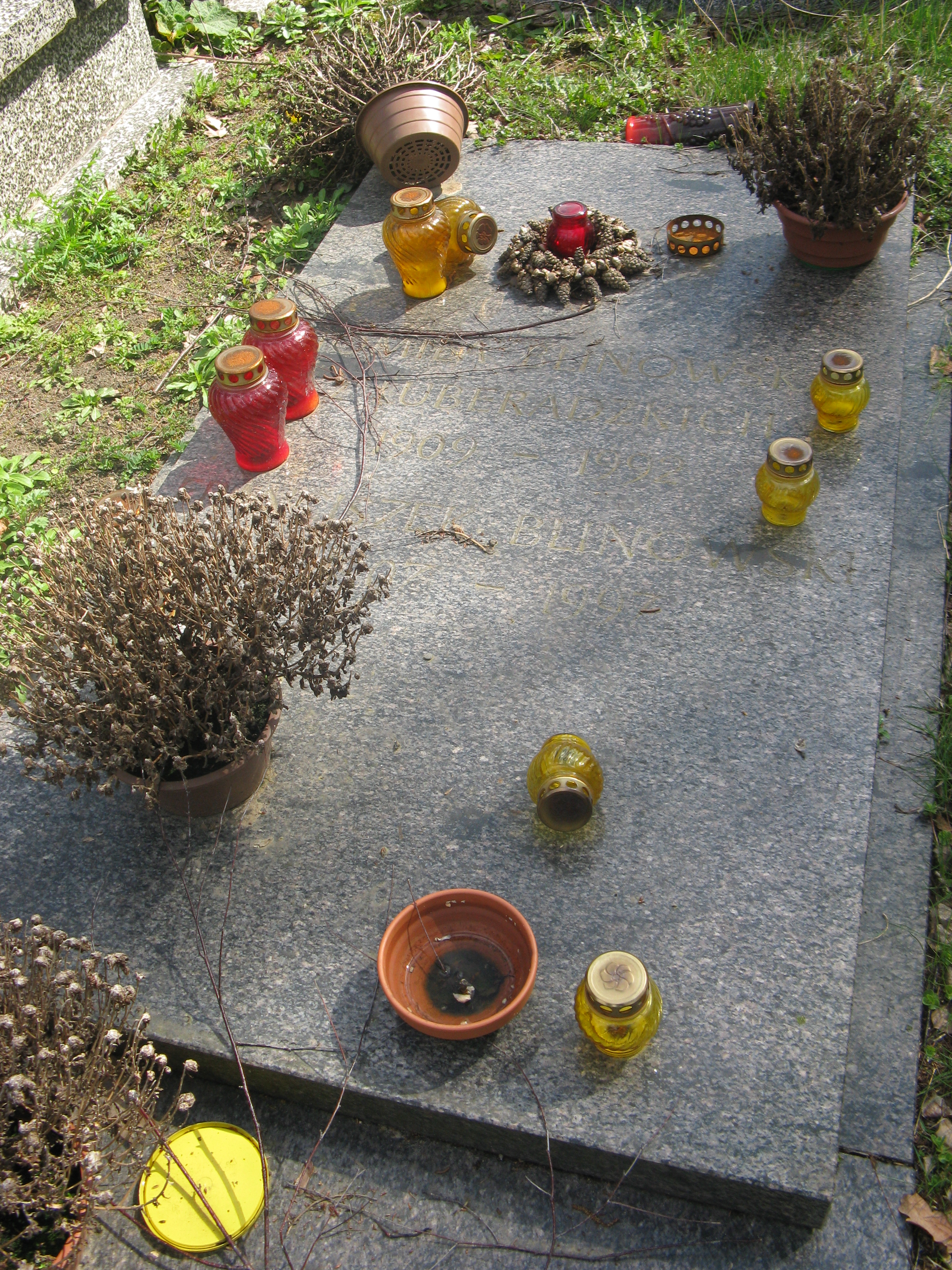
Grób Franciszka Blinowskiego na cmentarzu komunalnym Północnym

Franciszek Blinowski (ur. 8 października 1907 w Zaklikowie, zm. 3 października 1997) – polski polityk komunistyczny, poseł na Sejm Ustawodawczy oraz poseł na Sejm PRL I, III, IV i V kadencji.

## Życiorys
Syn Antoniego i Anny, posiadał wykształcenie wyższe ekonomiczne. Należał do Komunistycznego Związku Młodzieży Polskiej, a potem do Polskiej Partii Robotniczej, w której od lutego 1946 do marca 1947 był zastępcą kierownika Wydziału Przemysłu Ciężkiego Komitetu Centralnego PPR, a następnie zastępcą kierownika Wydziału Propagandy i Prasy KC PPR. W grudniu 1948, gdy PPR współtworzyła Polską Zjednoczoną Partię Robotniczą, objął tę samą funkcję w Wydziale Propagandy Masowej Komitetu Centralnego PZPR, którą pełnił do grudnia 1949. Następnie pełnił tę samą funkcję w Wydziale Ekonomicznym KC (do lipca 1951), a od czerwca 1951 do czerwca 1957 w Wydziale Przemysłu Ciężkiego KC. Ponadto był zastępcą członka KC (1948–1954). Na II Zjeździe PZPR w marcu 1954 został wybrany na członka KC PZPR, którym był do 1971. Od czerwca 1957 do lipca 1964 ponownie był zastępcą kierownika Wydziału Ekonomicznego KC, a od września 1964 do marca 1971 kierownikiem Wydziału Planowania i Finansów KC PZPR.
W latach 1947–1952 był posłem na Sejm Ustawodawczy (z okręgu Toruń), a w latach 1952–1956 i 1961–1971 posłem na Sejm PRL (podczas pierwszej kadencji z okręgu Grudziądz, od 1961 do 1965 z okręgu Tarnobrzeg, a przez dwie ostatnie kadencje z okręgu Pruszków).
Odznaczony m.in. dwukrotnie Orderem Sztandaru Pracy I klasy oraz Medalem im. Ludwika Waryńskiego (1986).
Został pochowany obok żony Tomiły Blinowskiej (1909–1992) na cmentarzu komunalnym Północnym w Warszawie.